# 와라비시
와라비시(일본어: 蕨市)는 일본 사이타마현 남동부에 있는 시이다.
일본의 시 중에서 가장 면적이 좁고 구, 정, 촌을 포함해도 11번째로 좁다(2007년 기준). 인구 밀도는 일본 전국에서 도쿄 특별구에 이어 높다(도쿄 23구를 하나의 도시로 가정했을 경우, 2008년 기준). 2000년대 전반에는 도쿄 23구를 넘어서 인구 밀도가 일본 1위였던 시기도 있었다.
주로 주택지이지만 에도 시대에는 와라비슈쿠가 놓여 나카센도의 역참 마을로 매우 번창하였다.

## 지리
사이타마현 남동부 게이힌 도호쿠선 연선 지역에 있다. 북서쪽으로 사이타마시, 서쪽으로 도다시, 동쪽과 북쪽으로 가와구치시와 접한다. 지형은 대개 평탄하고 큰 산이나 강 등은 없다. 도쿄와 가까운 도시로 주택지가 많다.
와라비역은 가와구치시와 인접하는 북쪽 경계와 가까이 있고 이 주변 거리가 와라비 시가지이다. 와라비역 동쪽 출입구의 번화가는 가와구치시까지 걸쳐 있으며 일체화된 형태로 시가지가 형성되어 있다.

## 역사
- 1889년 4월 1일 - 와라비슈쿠, 쓰카고시촌이 합병해 기타아다치군 와라비정이 성립하였다.
- 1959년 4월 1일 - 사이타마현에서 23번째로 시가 되었다.

## 교통

### 철도
- 동일본 여객철도 게이힌 도호쿠선

### 도로
- 국도 제17호선

## 인구
| 연도 | 인구   | ±%      |
| ---- | ------ | ------- |
| 1920 | 6,204  | —       |
| 1930 | 7,804  | +25.8%  |
| 1940 | 14,178 | +81.7%  |
| 1950 | 29,846 | +110.5% |
| 1960 | 50,952 | +70.7%  |
| 1970 | 77,225 | +51.6%  |
| 1980 | 70,876 | −8.2%   |
| 1990 | 73,620 | +3.9%   |
| 2000 | 71,063 | −3.5%   |
| 2010 | 71,502 | +0.6%   |
| 2020 | 74,283 | +3.9%   |